# Ernstbrunn
Ernstbrunn est une commune autrichienne du district de Korneuburg en Basse-Autriche.

## Histoire
L'endroit est vers 1180 en la possession d'un Heinrich de Ernstbrunne. En 1313, Ulrich von Maissau hérita du règne de Konrad I von Schaunberg. À cette époque, la famille Gneusen était le fief. En 1430, Ernstbrunn est venu au souverain, qui l'a mis en gage à la famille Doss jusqu'en 1480. Par un échange, les seigneurs d'Ebersdorf entrent en possession de la seigneurie à partir de 1499 (jusqu'à leur extinction en 1556). Leonhard von Harrach l'a vendu à Joachim von Sinzendorf en 1592. Il était ambassadeur extraordinaire auprès de la cour du sultan à Constantinople et avait treize enfants. Après 1654, Rudolf comte de Sinzendorf a fait d'importantes rénovations et de nouveaux bâtiments construits dans le style baroque. La famille Sinzendorf s'éteignit avec le comte Prosper en 1822. Un conflit d'héritage prolongé a suivi, qui s'est terminé en 1828 lorsque la Maison Reuss, représenté par le prince Henri LXIV Reuss-Köstritz a repris la possession. Cette famille vit toujours dans le château aujourd'hui.

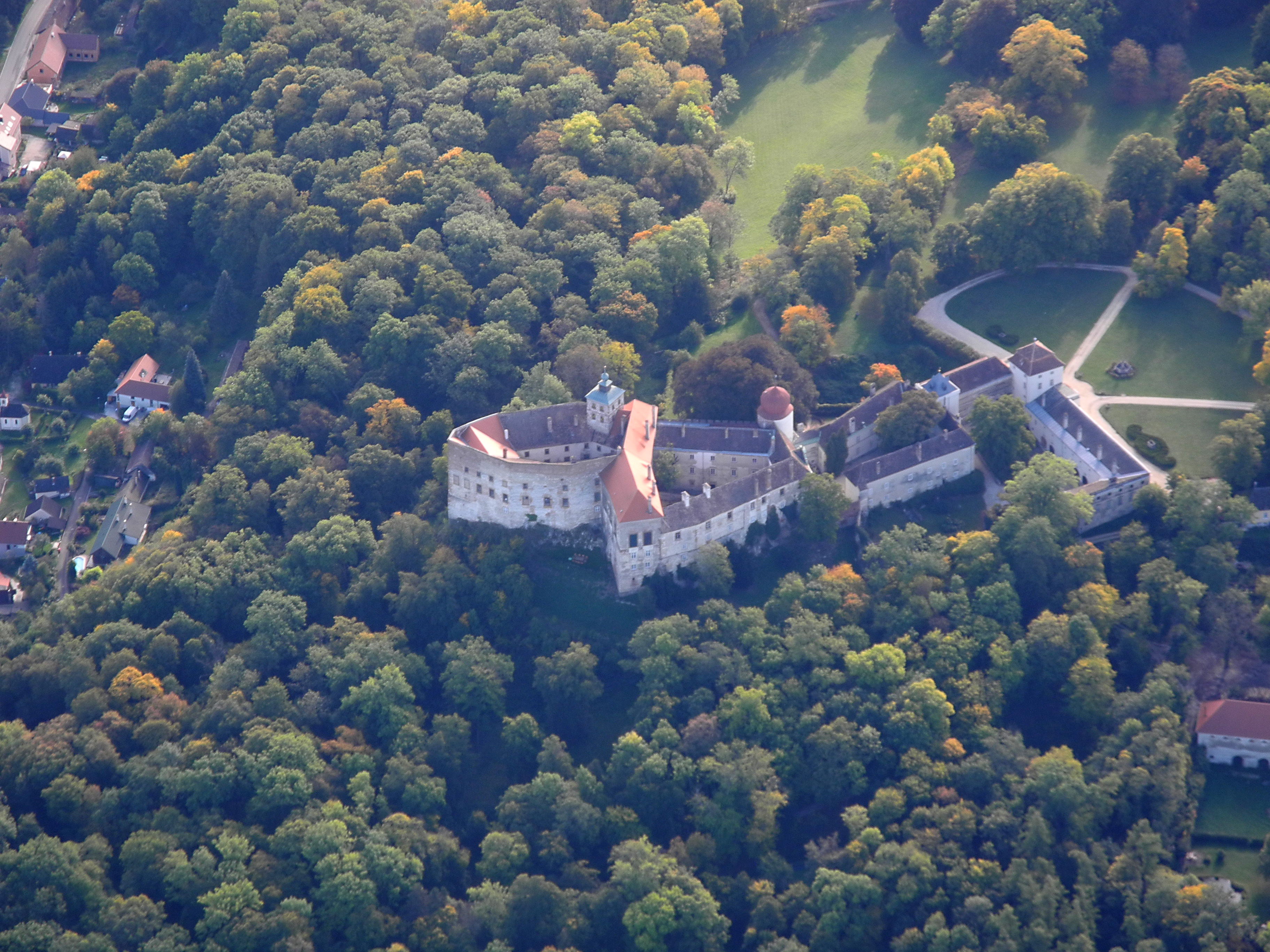
Le château d'Ernstbrunn.